# ジャン＝ニコラ＝セバスチャン・アラマン

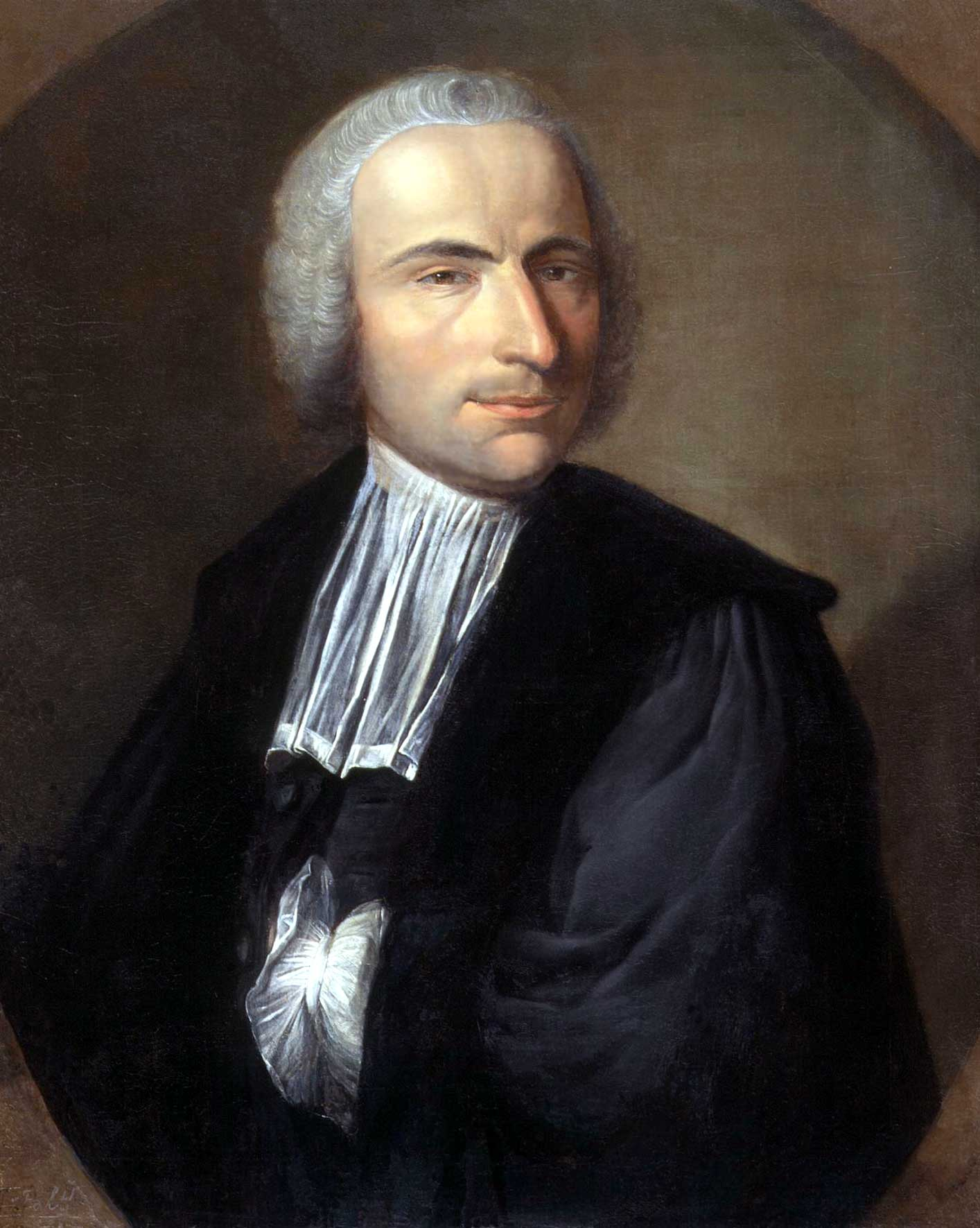
Jean Nicolas Sébastien Allamand

ジャン＝ニコラ＝セバスチャン・アラマン（Jean-Nicolas-Sébastien Allamand、オランダ名：Johannes Nicolaas Sebastiaan Allamand、1716年10月18日生まれ（1713年9月18日という資料もある） - 1787年3月2日）はスイス生まれで、オランダで働いた自然科学者である。

## 略歴
スイスのローザンヌで高校の校長の息子に生まれた。弟にローザンヌ大学のギリシャ語と倫理学の教授となるのFrancois Louis Allamand (1709-1784)がいる。ローザンヌ大学で神学を学んだ後、オランダに移り、家庭教師をした。実験物理学者として知られるライデン大学教授ヴィレム・スフラーフェサンデ（Willem 'sGravesande）から信頼され、スフラーフェサンデの2人の息子の家庭教師を任された。自らも自然科学に興味を持ち、ライデン大学で数学、物理学、化学、博物学を学んだ。電磁気学、特にライデン瓶の研究をした。1747年にフラネカー大学の教授となり、1748年に名誉博士号を受けた。1749年にライデン大学の教授に就任した。1751年から大学の科学史に関する標本の収蔵庫の設立を委託され、これがライデンのオランダ国立自然史博物館の前身となった。1751年から実験物理学の教授となり、1759年から1760年の間は学長も務めた。自らの著作は多くなく、様々な科学者の翻訳をしたことで知られる。
ジョルジュ＝ルイ・ルクレール・ド・ビュフォンの『博物誌』のオランダ語版として、多くの鳥類の記述を追加して出版した。 スフラーフェサンデの著作集"Oeuvres philosophiques et mathématiques"を編集した。フランスの動物学者、マチュラン・ジャック・ブリソンの動物学の書籍の翻訳も行った。

## 著作
- Memoire contenant diverses experiences d’ electricite. Leiden 1748
- Oratio de vero philosopho. Leiden 1749
- Pensées anti-philosophique. 1751
- Album amicorum. 1752
- Specimen botanicum de Geraniis. 1759

編書
- Elemens de Chymie par Herman Boerhaave. Amsterdam 1752, Bd. 1,  (Online);
- Oeuvres philosophiques et mathématiques de M.G.J.'s Gravesande. Amsterdam 1774